# 鹅埠街道
鹅埠街道，是中华人民共和国广东省汕尾市海豐縣下辖的一个乡镇级行政单位。现为深汕合作区中心部分，由深圳市管理，为合作区政府机关所在地。原为鹅埠镇，2019年10月10日撤镇设街道。

## 行政区划
鹅埠街道下辖以下地区：
鹅埠社区居民委、鹅埠村、新园村、水美村、西南村、西湖村、蛟湖村、上北村、下北村和田寮村。

## 图集

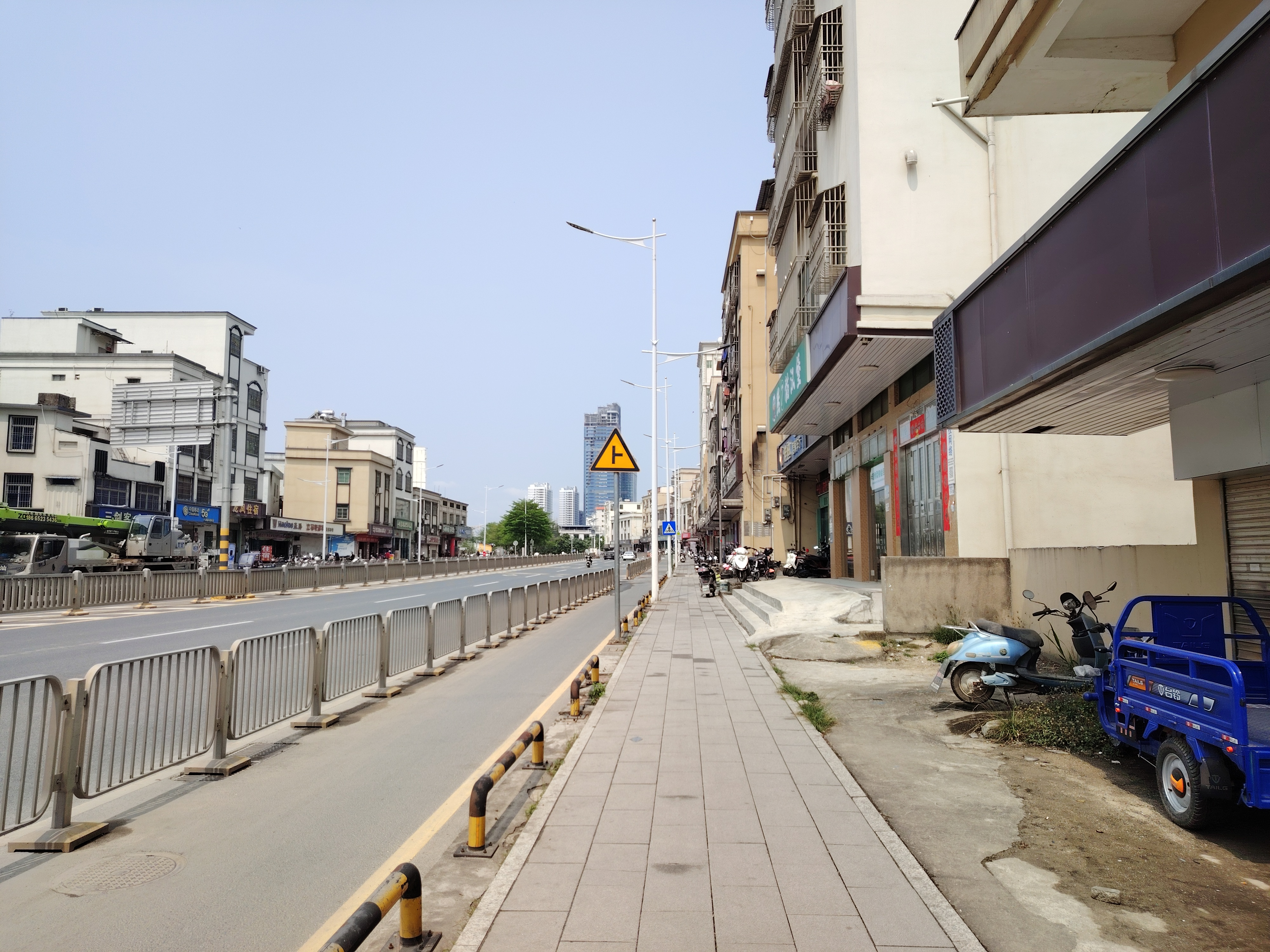
鹅埠街道深汕大道两侧